# عراق الأمیر
عراق الأمیر (به عربی: عراق الأمیر) یک منطقهٔ مسکونی در اردن است که در استان عمان واقع شده‌است.